# Ссудный капитал
Ссудный капитал — совокупность денежных капиталов, предоставляемых во временное пользование на условиях возвратности и за определённую плату в виде процента. Формой движения ссудного капитала является кредит.
Источниками формирования ссудного капитала являются:
- внеоборотная часть промышленного и торгового капитала
- свободные денежные средства населения и хозяйствующих субъектов
- денежные накопления государства

Ссудный капитал как экономическая категория начал формироваться в условиях капитализма. По капиталистическим представлениям высвобожденный капитал должен обращаться и приносить прибыль своему собственнику. Обмен между собственниками капитала (кредиторами) и его потребителями (заёмщиками) происходит на рынке ссудного капитала. На данном рынке встречаются собственники свободного капитала и бизнесмены, желающие пустить полученный капитал в оборот для получения прибыли.
Движение ссудного капитала совершается по следующей формуле:
Сначала при предоставлении ссуды деньги от кредитора переходят к заёмщику, затем при погашении ссуды они переходят от заёмщика к кредитору с уплатой ссудного процента. Источником прибыли и процента как её части является прибавочная стоимость.